# مارتین فرندشو
مارتین فرندشو (انگلیسی: Martin Frändesjö؛ زادهٔ ۱۸ ژوئیهٔ ۱۹۷۱) بازیکن هندبال اهل سوئد است.